# Tallaboa Alta
Tallaboa Alta es un barrio ubicado en el municipio de Peñuelas en el estado libre asociado de Puerto Rico. En el Censo de 2010 tenía una población de 3784 habitantes y una densidad poblacional de 607,99 personas por km².

## Geografía
Tallaboa Alta se encuentra ubicado en las coordenadas 18°3′13″N 66°41′40″O / 18.05361, -66.69444. Según la Oficina del Censo de los Estados Unidos, Tallaboa Alta tiene una superficie total de 6.22 km², de la cual 6.22 km² corresponden a tierra firme y (0.08%) 0.01 km² es agua.

## Demografía
Según el censo de 2010, había 3784 personas residiendo en Tallaboa Alta. La densidad de población era de 607,99 hab./km². De los 3784 habitantes, Tallaboa Alta estaba compuesto por el 84.09% blancos, el 8.38% eran afroamericanos, el 0.82% eran amerindios, el 0.03% eran asiáticos, el 5.21% eran de otras razas y el 1.48% pertenecían a dos o más razas. Del total de la población el 99.66% eran hispanos o latinos de cualquier raza.